# Mendenhall Peak
Der Mendenhall Peak ist ein 2130 m hoher Berg im westantarktischen Marie-Byrd-Land. Er ragt rund 1 km westlich des Mount Wrather im östlichen Abschnitt der Thiel Mountains auf. 
Der Kartograph Peter Frank Bermel und der Geologe Arthur B. Ford, die gemeinsam eine Expedition des United States Geological Survey von 1960 bis 1961 in die Thiel Mountains leiteten, benannten ihn nach dem US-amerikanischen Geologen Walter Curran Mendenhall (1871–1957), fünfter Direktor des Survey von 1931 bis 1943.